# Roberto (football, 1977)
Pour les articles homonymes, voir Ballesteros et Roberto.
Roberto Alcântara Ballesteros, dit Roberto, est un footballeur brésilien né le 25 juillet 1977 à Osasco. Il évolue au poste d'attaquant.

## Biographie
Roberto commence sa carrière au Brésil, dans le club du Volta Redonda.
En 1999, il est prêté à l'Esporte Clube Juventude. Puis, en 2001, il rejoint le club de Vila Nova, toujours en prêt.
En 2002, Roberto quitte son pays natal et s'expatrie au Portugal. Il rejoint le club du FC Penafiel, qui évolue en deuxième division portugaise. C'est lors de la saison 2004-2005 qu'il découvre la première division avec ce club.
En 2006, Roberto signe un contrat en faveur du Leixões SC. Avec ce club, il termine meilleur buteur de la Liga de Honra (D2) en inscrivant 17 buts.
En 2009, Roberto s'engage en faveur du CD Feirense, puis en 2011, il rejoint le FC Arouca.
Au total, Roberto dispute 85 matchs en 1re division portugaise et inscrit 18 buts dans ce championnat.

## Carrière
- 1997-1998 : Volta Redonda FC  Brésil
- 1999 : EC Juventude  Brésil (prêt)
- 2000 : Volta Redonda FC  Brésil
- 2001-2002 : Vila Nova FC  Brésil (prêt)
- 2002-2006 : FC Penafiel  Portugal
- 2006-2009 : Leixões SC  Portugal
- 2009-2011 : CD Feirense  Portugal
- 2011- : FC Arouca  Portugal[1],[2]

## Palmarès
- Champion du Portugal de D2 en 2007 avec le Leixões SC
- Meilleur buteur de la Liga de Honra (D2) en 2007 avec 17 buts